# Леошкевич, Ирина Сергеевна
Ирина Сергеевна Леошкевич — советский хозяйственный, государственный и политический деятель, Герой Социалистического Труда.

## Биография
Родилась в 1918 году в Московской губернии. Член КПСС.
С 1938 года — на хозяйственной, общественной и политической работе. В 1938—1985 гг. — ткачиха, ковровщица, начальник цеха, заместитель директора, директор Московского производственного коврового объединения имени 50-летия Великого Октября Министерства текстильной промышленности РСФСР.
Указом Президиума Верховного Совета СССР от 17 марта 1981 года присвоено звание Героя Социалистического Труда с вручением ордена Ленина и золотой медали «Серп и Молот».
Делегат XXIV съезда КПСС.
Умерла в Котельниках в 2005 году.
Почетный гражданин города Котельники (2006, посмертно).